# 518 (tal)
518 är det naturliga heltal som följer 517 och följs av 519.

## Matematiska egenskaper
- 518 är ett jämnt tal.
- 518 är ett sammansatt tal.
- 518 är ett sfeniskt tal.
- 518 är ett harshadtal.
- 518 är ett palindromtal i det Senära talsystemet.

## Inom vetenskapen
- 518 Halawe, en asteroid.